# 村田太志

\

-->
-->
村田太志（日语：／ Murata Taishi，1982年5月13日—）是日本的男性聲優，高知縣出身，Across Entertainment所屬。大阪動畫學校畢業。

## 演出作品
※粗體字為主要角色。

### 電視動畫
2010年
- 夢色蛋糕師（尼可拉斯·林）

2011年
- 遊戲王ZEXAL（等等力委員長〈等等力孝〉）
- 夏目友人帳 參（情侶男子、男學生）
- 侵略！？花枝娘（客、記錄員）
- 少年同盟（男同學2）
- 幸福光暈〜hitotose〜（男友）
- HIGH SCORE（羽柴嵐士）

2012年
- 花牌情緣（學生、男子選手、男）
- 罪惡王冠（男學生、野村將一郎）
- 無賴勇者的鬼畜美學（戰技教官）
- 戀愛與選舉與巧克力（運營A）
- 只要妳說妳愛我（男學生、廣播聲）
- 絕園的暴風雨（兵士A）
- Little Busters!（男學生C、學生B、小嗶）
- CØDE:BREAKER 法外制裁者（駕駛）
- 櫻花莊的寵物女孩（宮原大地）
- ROBOTICS;NOTES（審判）

2013年
- 初音島III
- AKB0048 next stage（客A）
- 我女友與青梅竹馬的慘烈修羅場（山本、男學生A、男學生B、殭屍、觀眾A）
- 琴浦小姐（男學生A）
- 打工吧！魔王大人（警察官、超商店員）[3]
- 紙箱戰機WARS（有馬徹[4]）
- 科學超電磁砲S（不良、風紀委員）
- 變態王子與不笑貓（告白男子）
- 蘿球社！SS（店員、審判、工作人員）
- Fantasista Doll（配送員）
- 來自風平浪靜的明日（新村和也、青年會A、青年團A）
- 青春紀行（店員、男性信者1、男學生B）
- 噬血狂襲（騎士）
- 記錄的地平線（艾傑爾[5]、基洛夫、卡優、齊利瓦侯爵）
- 白色相簿2（電車廣播）
- 鑽石王牌（宮內啟介、成一）
- 銀狐（筧由貴）
- 機巧少女不會受傷（鴉、乘客A）
- 銀之匙 Silver Spoon（御茶之水太郎、三年生）
- 機巧少女不會受傷（乘客A、男學生C、教授、黑子D、警衛C、警衛B、學生C、烏鴉）
- 新哆啦A夢（米店老闆）

2014年
- 鬼燈的冷徹（獄卒）
- 噬血狂襲（修特拉·D）
- 健全機鬥士（麥可[6]）
- 地球隊長（秋本晃）
- Baby Steps ~網球優等生~（丸尾榮一郎[7]）
- 黑色子彈（警官A）
- 風雲維新大將軍（武士C）
- 龍孃七七七埋藏的寶藏（警官A、同學A、宅配人）
- 東京喰種（草場一平）
- ALDNOAH.ZERO（加姆·格拉弗特曼[8]）
- 精靈使的劍舞（觀眾）
- 記錄的地平線 第二期（東湖、鰹丸）
- 七大罪（凱爾騎士團長）
- 天體的方式（學生）
- SHIROBAKO（就活生、橋本）
- 四月是你的謊言（觀眾、男學生）

2015年
- 偵探歌劇 少女福爾摩斯 TD（記者3）
- 食戟之靈（伊武崎峻）
- 純潔的瑪利亞（傭兵C）
- 惡魔高校D×D BorN（傑夫多路·格剌西亞拉波斯）
- 亞爾斯蘭戰記（兵士）
- FAIRY TAIL（多雷克）
- GANGSTA.（托里斯坦）
- 下流梗不存在的灰暗世界（年輕人A、男學生C、跟蹤狂A、男子A、男子B、布料成群成員A、善導課職員B）
- 無頭騎士異聞錄 DuRaRaRa!!×2 轉（四十萬博人）
- 出包王女DARKNESS 2nd（教師、布拉迪克斯、男學生B、GOGO真空君A）
- 其實我是（首要職員）
- 學園孤島（男學生A）
- 單色小姐 -The Animation- 3（男性）
- 流浪神差 ARAGOTO（唱彌）
- 排球少年！！第二季（木葉秋紀、溫川良明）
- 機動戰士GUNDAM 鐵血的孤兒（路巴·仙奴）
- 溫泉幼精小箱根（冬哉）
- 高校星歌劇（宣傳部員）
- 新我們這一家（年輕人1）
- 全部成為F THE PERFECT INSIDER（濱中深志）
- 請問您今天要來點兔子嗎？？（傭人B、殭屍A）
- 女武神驅動 -美人魚-（守的父親）
- Baby Steps ~網球優等生~第二季（丸尾榮一郎）

2016年
- 排球少年！！第二季（沼尻凜太郎、男B）
- 疾走王子Alternative（永福武志、實況）
- NORN9 命運九重奏（男2）
- Active Raid－機動強襲室第八課－（八條司稀）
- 百無禁忌！女高中生私房話（網路郎）
- 無頭騎士異聞錄DuRaRaRa!!×2 結（四十萬博人）
- 12歲。～小小胸口的怦然心動～（朋也）
- 雙星之陰陽師（額塚篤[9]）
- 食戟之靈 貳之皿（伊武崎峻）
- Active Raid－機動強襲室第八課－ 2nd（八條司稀）
- 齊木楠雄的災難（高橋）
- 魔法少女育成計劃（小雪的父親）
- 機動戰士GUNDAM 鐵血的孤兒 第2期（路巴·仙奴）
- 12歲。～小小胸口的怦然心動～ 第二期（朋也）
- ALL OUT!!（江文優）

2017年
- 龍珠超（第11宇宙界王神 凱）
- 南鎌倉高校女子自行車社（Tootsie、工作人員）
- 亞人醬有話要說（阿拓）
- 來自「没有荣耀的天才们」的故事（日语：栄光なき天才たち）（游泳部員A）[10]
- 正確的卡多（野村三彥）
- 境界之輪迴 第3期（沫悟）
- ID-0（澤法）
- 來自深淵（吉路歐[11]）
- 帶著智慧型手機闖蕩異世界。（加侖）
- 食戟之靈 餐之皿（伊武崎峻）
- TSUKIPRO THE ANIMATION（宗像廉）
- Just Because!（相馬陽斗[12]）

2018年
- 學園奶爸（熊塚悟）
- 續 刀劍亂舞－花丸－（後藤藤四郎）
- 霸穹 封神演義（高友乾）
- 齊木楠雄的災難 第2期（高橋）
- GUNDAM創鬥者 潛網大戰（瑪姬）
- 刀劍神域外傳Gun Gale Online（傑克）
- 食戟之靈 餐之皿 遠月列車篇（伊武崎峻）
- 刀劍神域 Alicization（渦羅·利邦提）

2019年
- 關於我轉生變成史萊姆這檔事（庫加）
- 一拳超人 第2期（疾風溫德）
- 皿三昧（一稀的父親、コウ）
- 星合之空（門脇守）

2020年
- 籃球少年王（司）
- 寶石商人理查德的謎鑑定（吾妻秀則）
- 屁屁偵探（ゲコヘイ）
- 格萊普尼爾（田口）
- 輝夜姬想讓人告白？～天才們的戀愛頭腦戰～（風野團長）
- 炎炎消防隊 貳之章（熊貓）

2021年
- TSUKIPRO THE ANIMATION 2（宗像廉）
- 86—不存在的戰區—（九條·尼克[13]）
- 藍色時期（石井啄郎[14]）
- 境界戰機（I-LeS 那由多[15]）
- 艾梅洛閣下II世事件簿 -魔眼蒐集列車 Grace note- 特別編（凱米亞·恩比利安）

2022年
- 秘密內幕～女警的反擊～（紺野）
- 境界戰機 第2期（I-LeS 那由多）
- 輝夜姬想讓人告白－超級浪漫－（風野團長）
- 來自深淵 烈日的黃金鄉（吉路歐）

2023年
- Sugar Apple Fairy Tale（颯彌·喬治）
- 【我推的孩子】（啾啾仔）
- EDENS ZERO（巫師）
- 名偵探柯南（福井純也）

2024年
- 百千家的妖怪王子（妹尾正）
- 從Lv2開始開外掛的前勇者候補過著悠哉異世界生活（金髮勇者[16]）
- WIND BREAKER—防風少年—（榎本健史）
- Re:Monster（哥布治）
- 關於我轉生變成史萊姆這檔事 第3期（夫利茲[17]）
- 鬼滅之刃 柱訓練篇
- 小市民系列（阪上）
- 異世界失格（薩布）

2025年
- Dr.STONE 新石紀 SCIENCE FUTURE（馬克思[18]）

### OVA
2013年
- 史上最強弟子兼一（部下）※單行本第54卷附OVA特裝版
- 女子落（漫畫家）※單行本第5卷附OAD特裝版
- 翠星上的加爾岡緹亞（船員）

2014年
- 翠星上的加爾岡緹亞-遙遠的巡迴航路 前編（麗姬朵的部下）
- Little Busters! EX（學生B）

2016年
- 食戟之靈「巧的下町合戰」（伊武崎峻）
- 食戟之靈「暑假的繪里奈」（伊武崎峻）
- 高校星歌劇 OVA1（廣播部員）

2017年
- 食戟之靈 貳之皿「秋月的邂逅」（伊武崎峻）

2020年
- 排球少年！！陸VS空 (赤間颯)

### 動畫電影
2013年
- 言葉之庭

2015年
- 好想大聲說出心底的話。（三嶋樹）

2020年
- 海邊的異邦人（橋本駿）[19]

### 網路動畫
2016年
- 怪物彈珠（坂本龍馬）

2018年
- A.I.C.O. -Incarnation-（水瀨一樹）
- 神酒之尊（想天坊[20]）

### 遊戲
2009年
- Bloody Call（???）

2013年
- 此劍即君（德川家光[21]）
- Double Score 〜Cosmos×Camellia〜（周防貳皇）
- 紙箱戰機WARS（有馬徹）
- 男友伴身邊（宮之越涼太[22]）

2015年
- 刀劍亂舞-Online-（後藤藤四郎）

2016年
- 美男革命-愛麗絲與戀之魔法（賽斯=海德）

2017年
- 超级七龙珠群雄（雅拉客）

2018年
- 偶像★進行曲（速水剛）

2024年
- 暗喻幻想：ReFantazio（葛洛戴爾）

### BLCD
- 院內感染（年輕醫師）
- （屋島）
- 《LINKS》（新發田 諒）
- ミスターコンビニエンス（南原竜司）
- 女王と仕立て屋（城野大海）
- 海辺のエトランゼ（橋本駿）
- 春風のエトランゼ（橋本駿）

### 其他
- 手機遊戲 朝你降下的戀愛物語（嵯峨崎颯人）
- 手機遊戲
- 手機遊戲 夢王國與沉睡的一百位王子殿下（トール）

## 外部連結
- （日語）事務所公開簡歷